# Peristaltik

Förenklad bild som visar peristaltik

Peristaltik betyder sammandragande. Peristaltiska muskelrörelser är en beteckning på muskelsammandragning som sker på ett rytmiskt sätt, och genom att fortplanta sig i en viss riktning leder till transport. I tarmarna bidrar peristaltiska rörelser också till att födan blandas och fördelas över epitelcellerna för maximerat näringsupptag.
Rörelser och sammandragningar i muskulaturen i magsäcken och tarmarna med vilkas hjälp födan transporteras genom mag- och tarmkanalen och (i magsäck och tunntarm) blandas med nedbrytande sekret samt restprodukter i tjocktarmen bearbetas. Peristaltiken styrs av lokala nervsystem i tarmen men regleras också av autonoma nervsystemet och av peptidhormoner. Genom dessa påverkar stress och kostens sammansättning peristaltiken. 
Ett annat exempel på peristaltiska muskelrörelser är daggmaskens sätt att transportera sig.

## Matspjälkningen

### Fastemotorik
En speciell form av peristaltiska rörelser kan ses mellan måltider och har till syfte att tömma magsäck och tarmar på större matpartiklar som inte finfördelas i tidigare matsmältningsfaser, detta hindrar även bakteriell överväxt i mag- och tarmkanalen. Detta kallas även migrerande motorkomplex. Ungefär 4 till 5 timmar efter födointag, då magsäcken och tarmarna tömts på föda, påbörjar dessa ett rörelsemönster i tre faser:
1. Fas I, inga kontraktioner, peristaltiken hämmas av inhiberande motorneuron.
2. Fas II, oregelbundna kontraktioner.
3. Fas II, regelbundna, kraftiga kontraktioner som tömmer magsäcken och tarmen på större partiklar, som annars inte transporterats fram under de vanliga peristaltiska rörelserna.

### Gastrokoliska reflexen
Uttänjning av magsäcken (Gaster) påverkar via så kallade långa reflexer peristaltiken i tjocktarmen (Kolon) på ett sätt som syftar till att transportera ut material ur tarmsystemet för att bereda plats för nytt – så kallad gastrokolisk reflex. 
För många leder den gastrokoliska reflexen till att behovet att gå på toaletten ökar påtagligt i samband med, eller strax efter, matintag.

### MMC
Den gastrokoliska reflexen (ovan) skall inte förväxlas med så kallat migrating motor complex, ofta förkortat MMC. MMC utgör regelbundet utlösta peristaltiska vågor i interdigestivfasen (fasta) vilka huvudsakligen syftar till att tömma magsäcken och tarmsystemet på större, icke nedbrytbart material, såsom fruktkärnor, ben och fibrer, med mera.

## Orgasm
Både vid manlig och kvinnlig orgasm sker peristaltiska rörelser.
Hos mannen sker de peristaltiska rörelserna i den glatta muskulaturen runt bitestiklarna, sädesledarna och urinröret. Detta pressar ut sperman i vad som kallas en ejakulation.
Hos kvinnan sker de peristaltiska rörelserna vid en orgasm i muskulaturen runt kvinnans slida och livmoder för att pressa eventuell sperma längre in i kroppen så att den kommer närmare ägget.